# (34141) Antonwu
2000 QZ11 (asteroide 34141) é um asteroide da cintura principal. Possui uma excentricidade de 0.04248090 e uma inclinação de 1.11792º.
Este asteroide foi descoberto no dia 24 de agosto de 2000 por LINEAR em Socorro.